# Autoritatea Hipică Națională
Autoritatea Hipică Națională (AHN) a fost o instituție publică din România înființată în 2005, în cadrul Ministerului Agriculturii și Dezvoltării Rurale, creată pentru a reglementa, coordona și supraveghea activitățile din domeniul hipic. Autoritatea a fost desființată în 2021, iar atribuțiile au fost preluate de Agenția Națională pentru Ameliorare și Reproducție în Zootehnie.

## Atribuții
Scopul principal al acestei autorități era să dezvolte și să administreze sectorul hipic, inclusiv organizarea competițiilor și a activităților legate de creșterea și îngrijirea cailor.
Autoritatea a fost criticată pentru ineficiență, lipsă de rezultate concrete și costuri administrative ridicate.